# هنرييت هوبر
هنرييت هوبر هي راكبة الكنو مجرية، ولدت في القرن العشرين.